# Otto Lemm (Widerstandskämpfer)

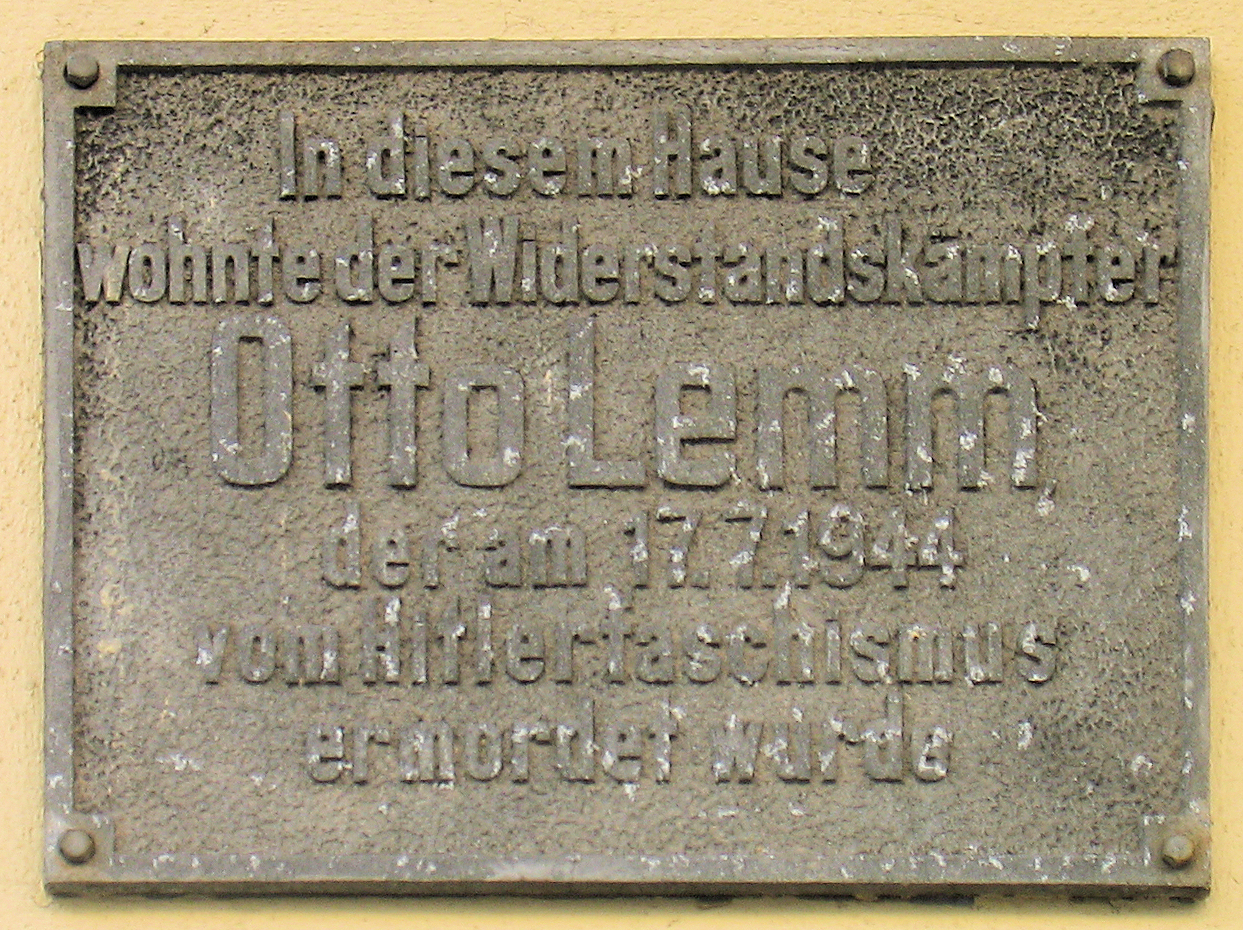
Gedenktafel am Haus Oudenarder Str. 28, in Berlin-Wedding

Otto Lemm (geboren am 24. Juni 1895 in Rottelsdorf (Gerbstedt); gestorben am 17. Juli 1944 in Brandenburg an der Havel) war ein deutscher Widerstandskämpfer gegen den Nationalsozialismus.

## Leben
Lemm besuchte eine Volksschule und arbeitete nach Abschluss seiner Lehre einige Jahre als Monteur. Er nahm als Soldat am Ersten Weltkrieg teil und geriet bis 1919 in Kriegsgefangenschaft. Nach mehreren Jahren Arbeitslosigkeit arbeitet er nach 1933 in der Berliner Maschinenbau AG, vormals L. Schwarzkopff im Lokomotivwerk in Wildau als Betriebselektriker. 
Laut der Forschungen von Luise Kraushaar ist er Mitte 1941 Leiter einer Widerstandsgruppe im Wildauer Werk. Im Frühjahr 1942 trat er nach den Forschungen des Leiters der Gedenkstätte Deutscher Widerstand Johannes Tuchel dem kommunistischen „Kampfbund“ bei und nahm an dessen vormilitärischen Übungen teil. Laut Stefanie Endlich leitete Lemm dort eine illegale kommunistische Betriebszelle. Danach habe er Ende der 1930er Jahre Kontakt zur antifaschistischen Widerstandsorganisation um Robert Uhrig bekommen, der sich Lemms Widerstandsgruppe anschloss. Sie informierte über die Verflechtungen der betrieblichen Produktion mit der Rüstungs- und Kriegswirtschaft und forderte zur Sabotage auf. Das Ziel der Gruppe war die Errichtung eines sozialistischen Staates. Der Forscher Hans-Rainer Sandvoß weist in seiner Veröffentlichung auf die Kontakte Lemms zur Uhrig-Gruppe und zur Prenzlau-Gruppe hin, wobei er betont, dass Otto Lemm eher getrennt von dem Prenzlau-Kreis in Wildau agierte. Der Gestapo und dem Kammergericht waren die Verbindungen zu Uhrig offenbar nicht bekannt, in der Urteilsschrift tauchen sie nicht auf.
Otto Lemm wurde am 25. Mai 1943 festgenommen. Nach Untersuchungshaft im Strafgefängnis Plötzensee und Anklage im Januar 1944 erfolgte am 17. März 1944 das Todesurteil wegen Vorbereitung zum „Hochverrat“ durch das Kammergericht Berlin als Außenstelle des „Volksgerichtshof“. Am 17. Juli 1944 wurde er im Zuchthaus Brandenburg-Görden hingerichtet. Seine Grabstelle befindet sich auf dem Urnenfriedhof Seestraße.

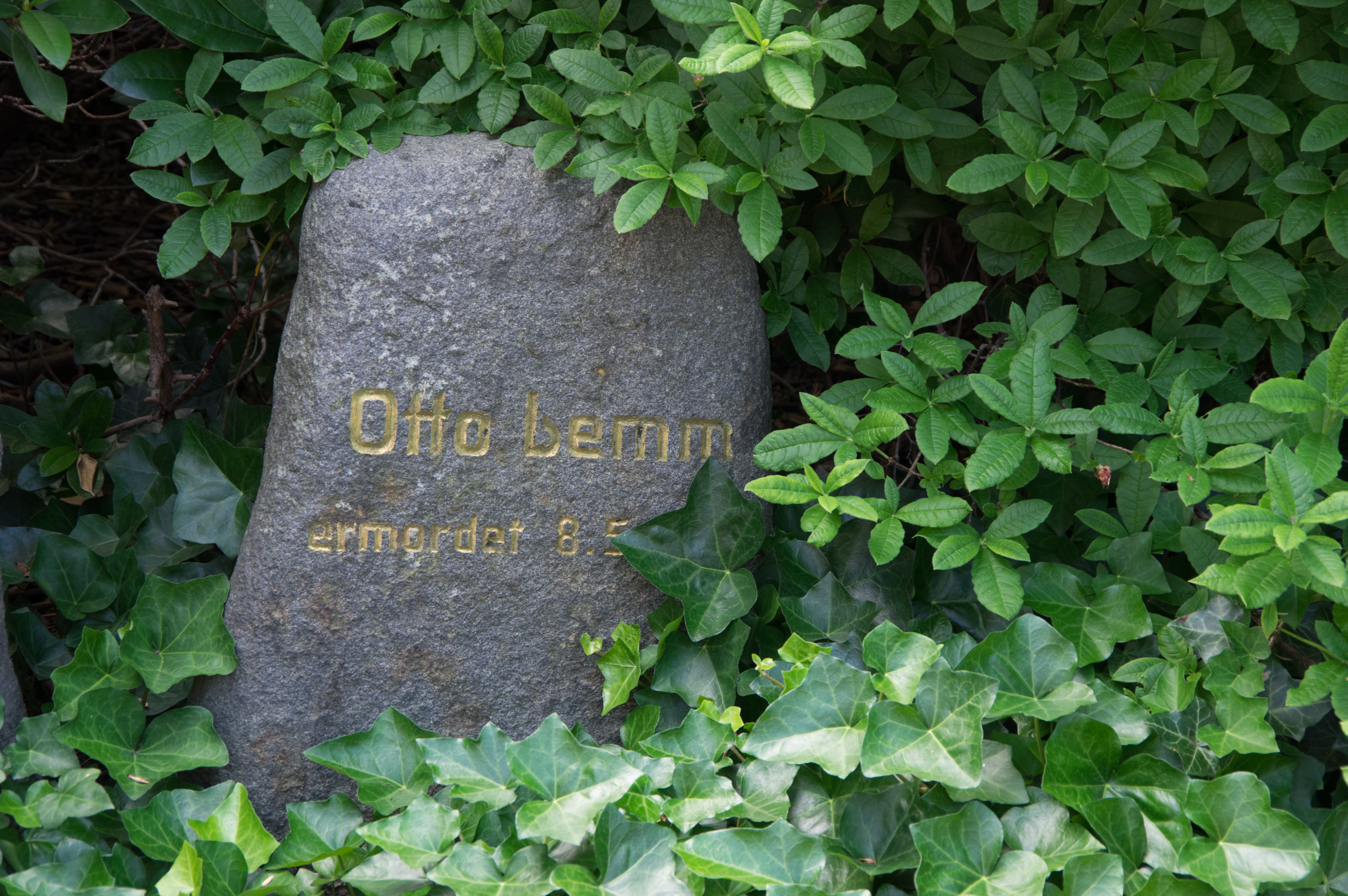
Gedenkstein für Otto Lemm an der TH Wildau

## Ehrungen
- An seinem letzten Wohnhaus in der Oudenarder Straße 28 (Wedding), wo er von 1934 bis 1943 lebte, war noch in den unmittelbaren Nachkriegsjahren eine Gedenktafel angebracht, aber 1951 entfernt worden, doch die Vereinigung der Verfolgten des Naziregimes ersetzte sie kurz darauf durch die heute noch existierende Metalltafel.[7]
- An der TH Wildau erinnern vor dem „Haus 13“ Gedenksteine an Otto Grabowski, Otto Lemm und Paul Schütze.